# 한국사회당 (1960년)
한국사회당은 대한민국 제2공화국에 존재하던 진보정당으로, 당시에는 진보라는 표현을 사용하지 않고 '혁신세력'이라는 표현을 사용하였다.
초대 사회부 장관을 역임한 노동운동가 전진한을 주도로 1960년 창당되었다. 그 해 7월 29일 치러진 제5대 국회의원 선거에서 같은 혁신 세력에 속한 사회대중당이 6%에 달하는 지지를 얻은 반면, 한국사회당은 57,965표를 얻으며 0.6%의 지지를 받는 데에 그쳤다. 당수 전진한이 출마한 서울 성동구 갑 지역구에서는 45.58%를 얻은 민주당의 유성권 후보가 당선되었으며, 전진한은 25.50%를 얻는 데에 그쳐 낙선하였다. 남제주군에서 김성숙이 민의원 의원으로 당선되며 1석을 획득, 원내에 진출하였다. 이후 한국사회당은 통일사회당으로 흡수되었다.